# Palazzo Gonzaga-Acerbi

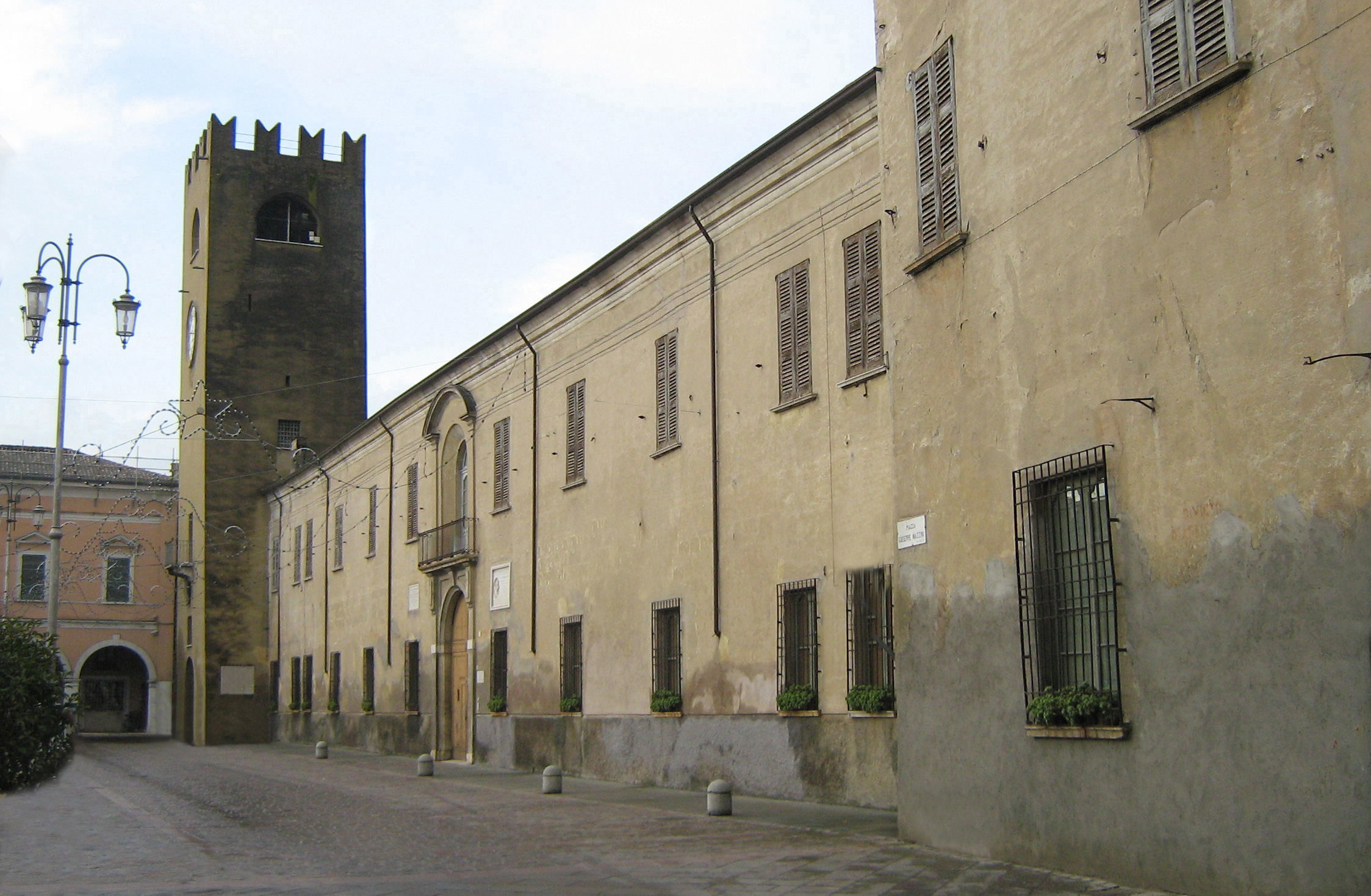
Palazzo Gonzaga-Acerbi

Der Palazzo Gonzaga-Acerbi ist ein historischer Palast von Castel Goffredo in der Provinz Mantua in Italien. Er bildet die gesamte Nordfront der Piazza Mazzini im Zentrum der Stadt.
Er wurde von Luigi Alessandro Gonzaga di Castiglione genutzt, um seinen Hof von 1511 bis 1549 zu beherbergen und war 1543 bei einem Besuch von Karl V., dem Kaiser des Heiligen Römischen Reiches, der Veranstaltungsort. Der Palazzo war der Geburtsort und Wohnsitz des Patrioten Giovanni Acerbi (1825–1869), der vom 27. bis 29. April 1862 Giuseppe Garibaldi hier als Gast hatte.